# Rana omeimontis
Rana omeimontis es una especie de anfibio anuro de la familia Ranidae.

## Distribución geográfica
Esta especie es endémica del centro de la República Popular China. Se encuentra en las provincias de Guizhou y Sichuan. Su presencia es incierta en Shandong. Habita a 1400 m sobre el nivel del mar.

## Publicación original
- Ye, Fei & Hu, 1993 : Rare and Economic Amphibians of China. Chengdu, China: Sichuan Publishing House of Science and Technology.[4]